# Rex Hartwig
Rex Noel Hartwig (2. září 1929, Culcairn – 30. prosince 2022) byl australský tenista. Nejvíce se mu dařilo v mužské čtyřhře. V ní se stal dvojnásobným wimbledonským vítězem (1954, 1955) a grandslamový titul si přivezl i z Melbourne (1954) a New Yorku (1953). Jeho deblovým partnerem byl Mervyn Rose, jen druhý wimbledonský titul získal v páru s Lew Hoadem. Ve dvojici s Rosem jedno wimbledonské finále i prohrál (1953). Na domácím grandslamu si připsal dva tituly ve čtyřhře smíšené, v letech 1953 a 1954. V prvém případě mu stála po boku Američanka Julia Sampsonová, ve druhém Australanka Thelma Coyneová Longová. S australskou reprezentací vyhrál dvakrát Davisův pohár (1953, 1955), jeho bilance v této soutěži byla 12 výher a jedna prohra. Ve dvouhře bylo jeho grandslamovým maximem finále na Australian Open 1954 (prohrál s Mervynem Rosem) a na US Open 1954 (podlehl Američanovi Vicu Seixasovi). V roce 1955 přestoupil k profesionálům. Kariéru ukončil roku 1962, poté se vrátil na rodinnou farmu nedaleko Albury. Podle statistik Lance Tingaye byl v polovině 50. let světovou pětkou. Měl přezdívku Wrecker (Záškodník), pro přesnost svých úderů.